# مهرتي الصغيرة: حياة المهور
مهرتي الصغيرة: حياة المهور هو الرسوم المتحركة لمسلسل التلفزيوني الأطفال ايرلندي-أميريكي على أساس امتياز هاسبرو مهرتي الصغيرة. إنه الوريث والعرض المنبثق لـ مهرتي الصغيرة: الصداقة سحر لعام 2010 وسلسلة الرسوم المتحركة الخامسة القائمة على الامتياز بشكل عام. المسلسل من إنتاج بولدر ميديا ليميتد  وانترتاينمنت وان، ويتميز بأسلوب رسوم متحركة مختلف وشريحة من قصة الحياة . تركز السلسلة أيضًا على موضوع كوميدي أكثر من سابقتها.  على عكس الصداقة سحر، تبلغ مدة كل حلقة 11 دقيقة، وتتألف من جزأين مدة كل منهما خمس دقائق. سيتم عرض المسلسل لأول مرة في الولايات المتحدة في 7 تشرين الثاني 2020 على ديسكوفيري فاميلي . 

## مؤدي الأصوات

### فريق التمثيل الرئيسي
باستثناء كاثي ويسلوك، التي أدت صوت عن سبايك، أعاد ممثلو الصوت الرئيسيون في مهرتي الصغيرة: الصداقة سحر تمثيل أدوارهم في حياة المهور. 
- تارا سترونج بدور توايلايت سباركل
- آشلي بول بدور أبلجاك وراينبو داش
- أندريا ليبمان بدور فلاترشاي وبينكي باي
- تابيثا سانت جيرمان بدور راريتي ويبايك [ب]

### فريق التمثيل الثانوي
- نيكول أوليفر بدور الأميرة سيليستيا
- تريفور ديفال بدور فانسي بانتس
- مادلين بيترز بدور سكوتالو
- ميشيل كريبر بدور أبل بلوم
- كلير كورليت دور سويتي بيل
- بيتر نيو بدور ديسكورد [ج]
- كاثلين بار بدور تريكسي لولامون
- شانيل بيلوسو دور بوشن نوفا
- ريتشارد إيان كوكس في دور سنايلز
- إيان هانلين بدور سنيبس [د]
- مايكل دوبسون بدور بالك بايسبس
- لوك رودريك بدور هيرد هابيلي

## أول عرض
كان من المقرر أصلاً عرض مهرتي الصغيرة: حياة المهور لأول مرة على ديسكوفيري فاميلي في الولايات المتحدة في 13 كانون الثاني 2020، ولكن تم تأجيله إلى تاريخ لاحق في صيف ذلك العام، قبل سحبه من الجدول. في 10 أيلول 2020، أُعلن أنه سيُطرح على موقع يوتيوب بتاريخ غير معروف، وسيتم إدراجه على أنه قريبًا.  ومع ذلك، في 12 تشرين الأول 2020، كشف إعلان ترويجي أن العرض سيُعرض لأول مرة على ديسكوفيري فاميلي في 7 تشرين الثاني 2020.  تقوم قناة My Little Pony على قناة يوتيوب الرسمية أيضًا بتحميل مقاطع من العرض أحيانًا.  في 17 أيلول 2020، تم الإعلان عن بدء إنتاج الموسم الثاني. 
في كندا، تم عرض المسلسل لأول مرة على تريهاوس تيفي في 21 كانون الثاني 2020. 
تم عرض المسلسل لأول مرة على بوميرانغ في أستراليا ونيوزيلندا في 1 آب 2020. ظهرت السلسلة أيضًا على ناين غو في أستراليا في 21 أيلول 2020. 
في المملكة المتحدة، تم عرض المسلسل لأول مرة على تايني بوب في 1 أيلول 2020.
في جنوب شرق آسيا، تم عرض المسلسل لأول مرة على بوميرانغ في 3 تشرين الأول 2020.

## روابط خارجية
- ملامح هاسبرو الرسمية Pony Life
- مهرتي الصغيرة: حياة المهور  في قاعدة بيانات الأفلام على الإنترنت (بالإنجليزية)